# Nokia 2.3
Il Nokia 2.3 è uno smartphone del 2019 a marchio Nokia sviluppato da HMD Global, successore del Nokia 2.2.

## Caratteristiche tecniche

### Hardware
Il Nokia 2.3 è uno smartphone con form factor di tipo slate, le cui dimensioni sono di 157.7 x 75.4 x 8.7 millimetri e pesa 183 grammi.
Il dispositivo è dotato di connettività GSM, HSPA, LTE, di Wi-Fi 802.11 b/g/n con supporto hotspot, di Bluetooth 5.0 con A2DP ed LE, di GPS con A-GPS, BDS e GLONASS e di radio FM. Ha una porta microUSB 2.0 OTG ed un ingresso per jack audio da 3.5 mm.
Il Nokia 2.3 è dotato di schermo touchscreen capacitivo da 6,2 pollici di diagonale, di tipo IPS LCD con aspect ratio 19:9 e risoluzione HD+ 720 x 1520 pixel (densità di 271 pixel per pollice). Il frame laterale e il retro sono in plastica.
La batteria ai polimeri di litio da 4000 mAh non è removibile dall'utente.
Il chipset è un MediaTek MT6761 Helio A22. La memoria interna di tipo eMMC 5.1 è di 32 GB, espandibile con microSD, mentre la RAM è di 2 GB.
La fotocamera posteriore ha due sensori, uno da 13 megapixel con apertura f/2.2 e uno da 2 MP di profondità (per usare effetti come il Bokeh), è dotata di autofocus, HDR e flash LED, in grado di registrare al massimo video Full HD a 30 fotogrammi al secondo, mentre la fotocamera anteriore è da 5 megapixel.

### Software
Il sistema operativo è Android, in versione Android 9 Pie, con Android One, aggiornabile ad Android 10.

## Commercializzazione
Il dispositivo è stato rilasciato a dicembre 2019, ed è disponibile sia in versione "mono" che dual SIM.
Android Police ha criticato la presenza della porta microUSB, anziché USB-C, sul Nokia 2.3, mentre ha elogiato la fotocamera aggiuntiva sul retro.
Trusted Reviews sostiene che la parte più interessante del 2.3 sia la durata della batteria di due giorni, oltre all'appartenenza ad Android One.
Nokioteca ha apprezzato il cambiamento del design rispetto al 2.2 e le dimensioni del dispositivo, criticando il posizionamento del tasto (disattivabile) per attivare l'Assistente Google.